# كشافة كندا
كشافة كندا هي جمعية الكشافة في كندا توفر برامج للشباب، ذكورا وإناثا، الذين تتراوح أعمارهم بين 5-26 سنة، بهدف معلن «للمساعدة في تطوير الشباب جيدا مقربة، أكثر استعدادا للنجاح في العالم». كشافة كندا، في الانتماء إلى جمعية باللغة الفرنسية قصر الكشافة دو كندا، وهي عضو في المنظمة العالمية للحركة الكشفية. ، وزعمت في تقريرها السنوي 2013-14 أرقام عضوية 66741 الشباب والبالغين 21437 انخفاضا كبيرا عن ذروتها 1965 288084 الشباب والبالغين 33524.

## وصلات خارجية
- كشافة كندا
- مخيمات تديرها كشافة كندا
- المخيم الكندي

‌